# 레이캬비크 공항

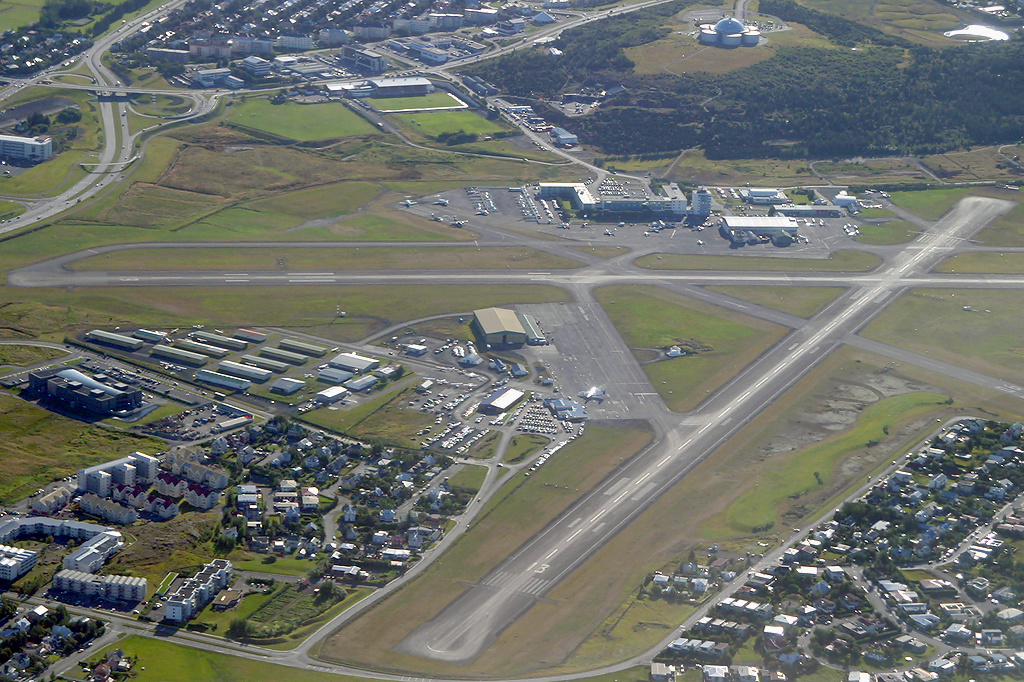

레이캬비크 공항(Reykjavík Airport, IATA: RKV, ICAO: BIRK)은 아이슬란드의 수도 레이캬비크를 관할하는 주요 국내 공항이다. 도시 중심부로부터 약 2킬로미터 지점에 위치해 있다.
도시의 더 큰 국제공항인 케플라비크 국제공항에 비해 활주로 길이가 더 짧으며 타운에서 50킬로미터 지점에 위치해 있다.
레이캬비크 공항은 이글 에어의 주요 허브 공항이자 아이슬란드 항공의 국내 허브 공항이며 2020년 기준으로 2개의 활주로가 있다. 레이캬비크 공항은 국유 기업 이사비아에 의해 소유되고 운영되고 있다.